# Хэйден, Таня
Та́ня Хэ́йден (англ. Tanya Haden; род. 11 октября 1971, Нью-Йорк, Нью-Йорк, США) — американская актриса озвучивания, певица, виолончелистка и художница.

## Биография
Таня Хэйден родилась 11 октября 1971 года в Нью-Йорке (штат Нью-Йорк, США) в семье музыканта Чарли Хейдена (1937—2014). У Тани есть старший брат и две сестры, которые вместе с ней являются тройняшками; все музыканты — Джош Хейден (род. 1968), Петра Хейден и Рэйчел Хейден.
Таня начала свою карьеру в 1990-х годах. Хэйден является актрисой озвучивания (озвучивала мультфильмы «Кунг-фу панда», «Маппеты» и «Маппеты 2»), певицей, виолончелисткой и художницей.
В 2001 году окончила Калифорнийский институт искусств со степенью магистра.
С 14 марта 2006 года Таня замужем за актёром Джеком Блэком, с которым она встречалась год до их свадьбы. У супругов есть два сына: Сэмюэль Джейсон Блэк (род. 10.06.2006) и Томас Дэвид Блэк (род. 23.05.2008).